# 日本グラウト協会
一般社団法人日本グラウト協会（にほんぐらうどきょうかい）は、注入工法に関する企画、調査、研究開発に係る事業
などを行っている業界団体。元国土交通省所管。

## 概要
- 所在：東京都文京区後楽1-1-2
- 設立：1976年4月1日
- 会長（最終）：柴崎光弘

## 沿革
- 日本L・W協会 （1964年4月16日創設）
- 日本薬液注入協会 （1974年4月1日名称変更）
- 社団法人日本薬液注入協会 （1976年4月1日設立）
- 社団法人日本グラウト協会 （2004年2月1日名称変更）
- 一般社団法人日本グラウト協会 （2013年4月1日公益法人改革に伴う名称変更）